# 養子的キリスト論
養子的キリスト論（ようしてきキリストろん、Adoptionism）は、モナルキア主義（一位神論）の一つで、イエスが洗礼者ヨハネによる洗礼、復活、もしくは昇天の際に神の力を受けて神の子になった (adopted) とする論。養子説あるいは養子論ともいう。

## 概要
サラミスのエピファニオスによれば、キリストが養子として選ばれたのは、キリストによる神の意思への罪のない(sinless)献身の為である。
勢力論（デュナミス）的モナルキア主義であり、キリスト常人論（キリスト人間説）もこれに含まれる。
キリスト教の正統教義（父・子・聖霊は三位一体であるとする）に反し、異端とされる。
キリストの神性を強調する様態論（modalism, サベリウス主義）もモナルキア主義の1つであるが、養子論とは正反対の立場に立つ。

## 2世紀のエビオン派
ユダヤ人キリスト教徒の一部(?)で自らを貧しい者（エビオン）と称した一派の説。エビオン派はトーラーを守り、禁欲的であったといわれ、3世紀から4世紀には消滅した。イエスはナザレのヨセフとイエスの母マリアとの子で、初めから神性があったわけではなく、洗礼を受けた際にキリストになった、としてパウロの説にある処女懐胎やキリストの神性を否定する。

## 皮なめしのテオドトス
皮なめしのテオドトス（Theodotus）は、2世紀末にイエスは洗礼のときにキリストになったと主張し、ローマ教会のウィクトル1世（在位 189年- 199年）に破門された（養子論的単性論）。しかしその後も老テオドトスの高弟とされる両替商のテオドトスのもとに集まった人びとが養子論を保持しつつ聖書批判・経験的科学・博物学の研究に従事し、教会の権威と並び立っていた。

## 8世紀の養子論論争
8世紀、北スペインで養子的キリスト論（養子論）が勢力を持ち、トレド大司教のエリバントゥスとウルヘル（Urgel）の司教フェリックスが、イエスは人間で、神の養子になったという説を唱えていた。イスラム教・神学者から三位一体説を厳しく批判されたことが背景にあったようである。
794年のフランクフルト教会会議で、アルクィンが主張する正統教義に敗れた。
アルクィンはフェリックスに対して書いた。

## アベラール
12世紀の神学者アベラールが唱えた三位一体説は、一位神論・新養子論とされて(?)異端を宣言された。しかし、実際のアベラールの思想からは曲解されており、三位一体を理性的に解釈しようとしたこと自体が非難されたものだという。